# 德賴舒斯特峰

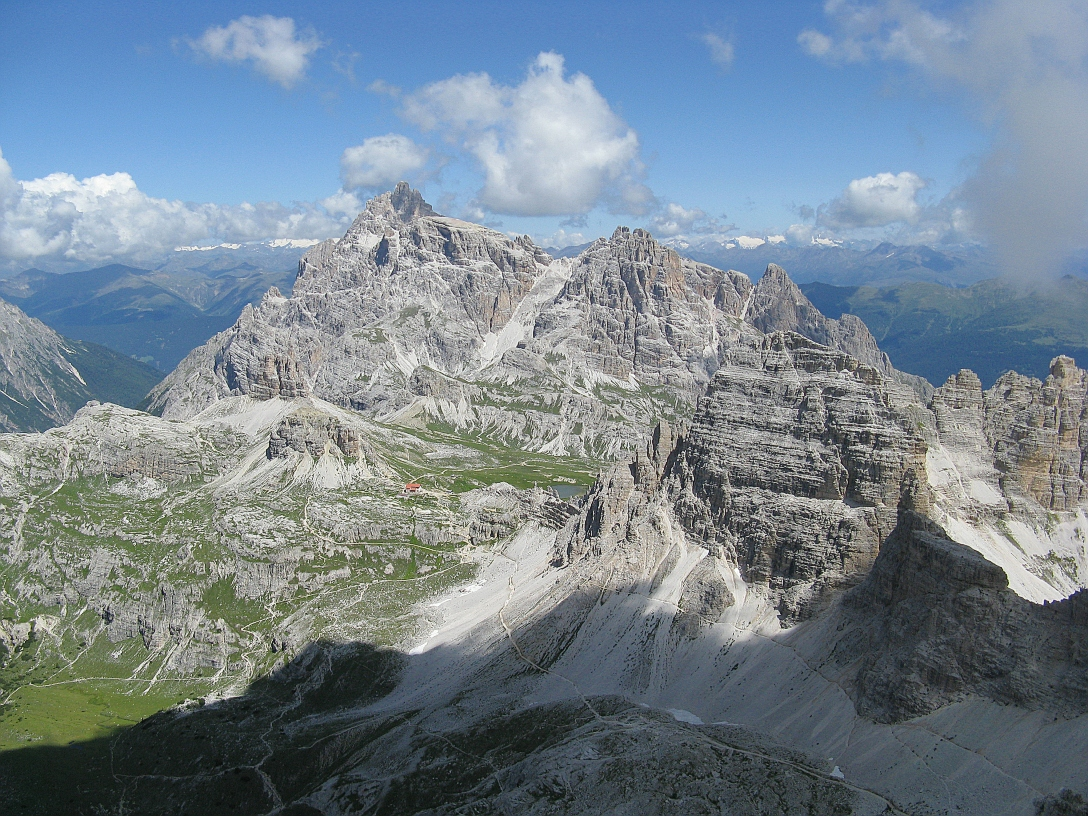

46°40′7″N 12°19′5″E / 46.66861°N 12.31806°E
德賴舒斯特峰（義大利語：Punta dei Tre Scarperi），是意大利的山峰，位於該國東北部，由博爾扎諾-南蒂羅爾自治省負責管轄，屬於多洛米蒂山的一部分，海拔高度3,152米，人類在1869年7月18日首次登頂。